# Enrique Illana y Sánchez de Vargas
Enrique Illana y Sánchez de Vargas (Huelva, 16 de setembre de 1865 - Madrid, 10 de juliol de 1942) fou un funcionari i polític espanyol.

## Biografia
Se sap que ja el 1884 era integrat en l'escala tècnica del cos General de l'Administració de la Hisenda Pública. El 1896 fou nomenat promotor fiscal a les Filipines, el 1899 cap de negociat de segona i el 1908 cap de negociat de primera. El 1910 fou delegat d'Hisenda i el 1918 cap d'administració. El 1895 es casà amb l'asturiana María Paz González-Hontoria y Fernández Ladreda, germana del ministre d'estat Manuel González-Hontoria y Fernández Ladreda. Una de les seves filles es casaria amb Nemesio Fernández Cuesta y Melero, pare del ministre Nemesio Fernández-Cuesta Illana.
El 17 de setembre de 1923 el general Miguel Primo de Rivera el va nomenar encarregat d'exercir les funcions de Ministre d'Hisenda fins al restablert el 21 de desembre de 1923, quan fou nomenat el subsecretari Carlos Vergara Caillaux. El 1930 arribà a Cap superior d'Administració.